# بهایی کوت
بهایی کوت (به انگلیسی: Bhai Kot) یک روستا در پاکستان است که در پنجاب واقع شده‌است.